# Эштр
Эштр (Этер, Эл-да) — бог подземного мира мёртвых Iэл (Эл) в языческой религии чеченцев и ингушей.

## Характеристика

#### Образ и функции
Изначально его образ был положительным. Он считался мудрым и справедливым. Человек умирал тогда, когда бог желает забрать его к себе. Если предсмертная агония длилась долго, богу приносили жертву с просьбой поскорее забрать умирающего. Позднее, под влиянием ислама, появились мотивы о божьем суде и наказаниях со стороны Эштра. Известно сказание («Прославленный лекарь»), в котором Эштр назван царём сармаков (паччах сармаков). В нём он характеризуется как мудрый правитель, знающий язык всего живого на земле. Ему подчиняются сармаки и прочие змеи. В другом сказании («Спор разрешённый в царстве мёртвых»), его описывают сидящим в башне воздвигнутой из костей. К нему не раз обращались за советом нарты.

#### Семья
Сын демиурга Дела. Его называли Дели Эштр (Эштр — сын Дели). Брат — Елта, сестра — Тушоли.

## Эл
Iэл (Эл) — подземный мир бога Эштра создан его отцом, демиургом Дела за три дня. В ингушском языке существует поговорка: «В три года выстроенный Дэли-Малхи, в семь лет выстроенный Дэли- Iэли». По сказаниям, есть возможность будучи живым, физически проникнуть в мир мёртвых. Боткий Ширтка — умел перемещаться между мирами и большую часть жизни провёл в Эле. Туда он приводил Селу-Сату, других нартов и даже людей. Также принёс из Эла водяную мельницу, а с его помощью Сата принесла иглы и рецепт изготовления пива.
Cуществуют две версии об устройстве Эла, записанные со слов жрецов:
1. Когда на этом свете светит солнце и люди работают, на том свете ночь.
2. Светилом в мире мёртвых служит луна.
3. Его охраняет антропоморфное существо женского пола. Она никого не впускает и не выпускает, но некоторым удаётся хитростью обмануть её.
4. Ч. Э Ахриевым упомянут Ешпор — бог жертв. Возможно это искаженное Эштр или Ешап.
Также, можно выделить различные варианты его устройства в фольклоре:
1. В сказании «Прославленный лекарь» Эл описывается как место, в котором растут фруктовые сады, а на земле лежит золото и серебро, среди которого ползают сармаки и змеи.
2. В сказании «Спор, разрешённый в царстве мёртвых», Эл выглядит туманным и мрачным, как царство Хель.
3. Вход в мир мёртвых представляет собой отверстие в земле или лестницу на краю земли.

## Культ
У чеченцев и ингушей было особое отношение к загробному миру. Умерший человек по их представлениям продолжал жить в Эле. Хоронили в склепе, т.к похоронить в земле означало оставить его на том свете без крова. Обязательно вместе с телом в склеп складывали предметы необходимые в хозяйстве, еду, оружие и т. д.
А на вторых поминках проводился обряд посвящения лошади. После его проведения считалось, что у покойника появлялась лошадь и возможность перемещаться в любое место. После того, как мифический герой Боткий Ширтка взяв с собой человека в мир мёртвых, показал что покойники продолжают жить и получают всё, что им передают живые, был принят обычай делать поминки.

#### Марс-пхьор
Ежегодно устраивался марс-пхьор — «жатвенный ужин». Для ритуального ужина пекли треугольные лепёшки (божолг). Готовя угощения, ингуши говорили «Может быть, теперь и они окончили работы». Ужин был в своём роде пересылкой для умерших родственников, называемой «хето» и сопровождался молитвой. Хозяин дома просил Эштра о благополучии для умерших. Ниже приведён текст молитвы, со слов жреца Ганыжа:

«Дай Бог, чтобы благочестивые умершие так же хорошо окончили свою работу, как окончили свою мы — живые; дай Бог, чтобы и урожай у них был хороший. От того, что мы передаем, пусть будет им такая польза, какая только желательна им. Дай Бог, чтобы присяжный брат, молочный брат и родственники, найденные чрез скот, дай Бог, чтобы все эти люди и им подобные, которых покойники пожелают иметь на своем пиру, так скоро являлись к ним, как скоро является караул на тревогу. И пусть они пируют с нашими покойниками до тех пор, пока головы их не опьянеют от питья бокалов наших покойников, и животы не насытятся от пищи на пиру наших покойников. Кому они (покойники) желают дать, пусть для тех у них руки протянутся дальше, а если у них кто будет отнимать, тогда пусть у них хватит сил отстоять своё. Пусть зимой не замерзает пища у них, а летом не портится (точнее, плесенью не покрывается). Чего я сам не мог передать и чего хозяин не мог приготовить, то при свидетельстве Луны и Солнца мы поручаем Богу и божьему Эштру: пусть они дополнят им это».

По записи Ч. Ахриева («Поминки у ингушей»), каждая семья проводила небольшой обряд: "старшая женщина в семействе брала щипцы в руки и дотрагивалась ими до каждого кушанья, говоря: «Да будешь пищей такому-то покойнику». Затем она выливала брагу у очага, и семья приступала к трапезе.